# Jozef Zlocha
Jozef Zlocha (6. června 1940 Lysá pod Makytou – 25. srpna 2001 Nové Zámky) byl slovenský geolog, důlní inženýr, politik, po sametové revoluci československý poslanec Sněmovny národů Federálního shromáždění za Verejnosť proti násiliu, později za HZDS, v 90. letech ministr životního prostředí SR a poslanec Národní rady SR a za HZDS.

## Biografie
Vystudoval báňsko-geologickou fakultu v Ostravě a báňskou fakultu v Košicích. Od roku 1963 pracoval v Geologickém průzkumu Spišská Nová Ves, kde se zabýval vyhledáváním a průzkumem nerostných surovin a později i stavem životního prostředí v regionech s důlní činností. V letech 1975–1985 se účastnil krátkodobých expertních úkolů při hodnocení surovinových ložisek v zahraničí. Byl ženatý, měl dva syny.
Po roce 1989 se zapojil do politického života. Ve volbách roku 1990 zasedl za VPN do slovenské části Sněmovny národů (volební obvod Východoslovenský kraj). V roce 1991, v souvislosti s rozkladem VPN, přestoupil do poslaneckého klubu jedné z nástupnických formací HZDS. Ve Federálním shromáždění setrval do voleb roku 1992.
V druhé vládě Vladimíra Mečiara zastával v letech 1992–1994 post ministra životního prostředí SR (zpočátku úřad nazýván předseda Slovenské komisie pro životní prostředí). Po krátkém mezidobí se do funkce vrátil a v třetí vládě Vladimíra Mečiara byl v letech 1994–1998 opět ministrem životního prostředí. V parlamentních volbách na Slovensku roku 1994 byl zvolen poslancem Národní rady Slovenské republiky za HZDS a mandát obhájil i v parlamentních volbách na Slovensku roku 1998. V roce 1998 získal Řád Ľudovíta Štúra.
Zemřel v srpnu 2001 poté, co ho postihla mozková příhoda. Po několik dnů pak lékaři v nemocnici v Nových Zámcích jen udržovali jeho základní životní funkce pomocí přístrojů.